# 유엔 안전 보장 이사회 결의 제1546호
2004년 6월 8일에 발의된 유엔 안전 보장 이사회 결의 제1546호는 이라크에 대한 이전의 결의안을 재확인하고, 이라크 임시정부의 수립을 승인했으며 임시 정부의 끝마침을 환영하고 이라크 다국적군의 위상과 이라크 정부와의 관계를 결정했다.
이 결의안은 영국과 미국이 공동 발표했다.

## 결의안

### 논평
유엔 안전 보장 이사회는 민주적으로 선출된 이라크 정부로의 전환을 환영했으며 임시정부가 2004년 6월 30일까지 유지되길 바랬다. 이는 이라크 국민들이 자신들의 정치적 미래를 결정하고 천연자원을 통제할 권리와 이라크 주변국들의 지지의 중요성을 재확인 할 수 있었다. 임시정부의 이사회는 해산되었고 결의안 1511호(2003)이 이행되는 것을 맞이하였다.
결의안의 전문 또한 임시정부의 민주적 약속을 맞이하고 법치주의, 인권 존중, 국민 간의 화해, 자유롭고 공정한 선거의 중요성을 확인했다. 이 또한 모든 당사자들이 이라크의 고고학적, 역사적, 문화적, 종교적 유산을 존중해야 할 필요성을 강조했다. 이라크 유엔 원조단(UNAMI)와 국제 사회는 결의안 1483호(2003년)와 1511호(2003년)에 따라 향후 미래의 이라크에 대한 역할이 있었다.
게다가, 임시 정부는 이라크 다국적군이 이라크에 남아 있기를 요청했고 이는 국제 평화와 안보에 계속 위협이 되었다.

### 과정
유엔 헌장 제7장에 따라 이사회는 2004년 6월 30일까지 이라크 임시 정부에 의한 책임과 권위의 인수인계와 점령 및 임시 당국의 끝마침을 환영했다. 2005년 초 전국 회의 소집과 선거 실시를 포함한 정치적 임시 일정을 승인하고 새로운 정부 수립을 위한 평화적 이행을 촉구했다. 유엔은 새로운 헌법의 초안 작성, 인도적 지원의 조정, 인권과 개혁의 증진과 관련된 분야에서 도움을 요청 받았다. 이라크 정부는 또한 치안 부대를 개선하기 위해 노력하고 있었다.
결의안은 이라크 다국적군이 이라크의 안보와 안정을 유지하기 위한 모든 조치를 취할 수 있도록 승인했으며, 이라크 정부와 군대 간의 파트너십을 환영했다.동시에, 부대의 임무는 12개월 더 연장되었고, 이라크의 추가 요청이 있을 경우 종료될 수 있었다.이사회는 미국이 유엔의 국내 주둔을 보호하기 위해 별도의 단체를 설립하려는 태도를 보였으며, 국제 사회는 다국적군과 이라크 발전에 대한 지원을 요청을 받았다.
유엔 안전 보장 이사회는 이라크 내의 모든 테러를 비난하고 결의안 1267호(1999년), 1333호(2000년), 1373호(2001년), 1390호(2002년), 1455호(2003년), 1526호(2004년)에 따라 모든 국가의 의무를 재확인했다. 이라크에 대한 무기 금수조치는 정부나 다국적군에는 적용되지 않았고 국제원자력기구와 유엔 모니터링, 검증 및 검사위원회의의 권한에도 적용되지 않았다.
또한, 결의안의 조항들은 "이라크 개발 기금의 자금은 임시 당국의 종료와 함께 이라크 정부의 재량에 따라 투명하게 사용될 수 있다"고 명시했다. 마침내, 코피 아난 사무총장은 3개월 이내에 이라크에서의 이라크 유엔 원조단(UNAMI)과 분기별로 선거를 향한 진행 상황에 대해 보고할 것을 요청했다. 이와 같이 이라크 다국적군을 대표하는 미국도 진행 상황을 보고해야 했다.

## 같이 보기
- 이라크 전쟁